# БС-3 (планёр)
БC-3 (буксировочный серийный) — буксировочный учебный планёр О. К. Антонова, сконструированный в 1934 году.

## Описание
Соединил в себе качества буксира, планера-парителя и фигурного (пилотажного) и предназначался для обучения и тренировки всем видам планерного полёта. С этими целями Планерный завод в 1934 представил на X ВПС (10-й Всесоюзный слёт планеристов) построенный по вариантам серийного парителя. Все модификации планеров БС выпускались большими сериями, общим числом порядка 700 штук. По сравнению с ПС-2, на основе которого проектировался, БС-3 был усилен настолько, что на нём производились основные фигуры высшего пилотажа.

## История
Проверкой надёжности стала буксировка в составе аэропоезда из Москвы в Коктебель.